# Shawn Daye-Finlay
Shawn Daye-Finlay (24 agosto 1990) è un lottatore canadese, specializzato nella lotta libera.
Ai campionati panamericani di Lima 2018 si è aggiudicato la medagli di bronzo nel tornei dei 79 chilogrammi.

## Palmarès

### Per il Canada
- Campionati panamericani

Lima 2018: bronzo nei 79 kg.

### Per il Nuovo Brunswick
- Giochi della Francofonia

Nizza 2013: bronzo nei 74 kg.